# Hugo de Folcalquier

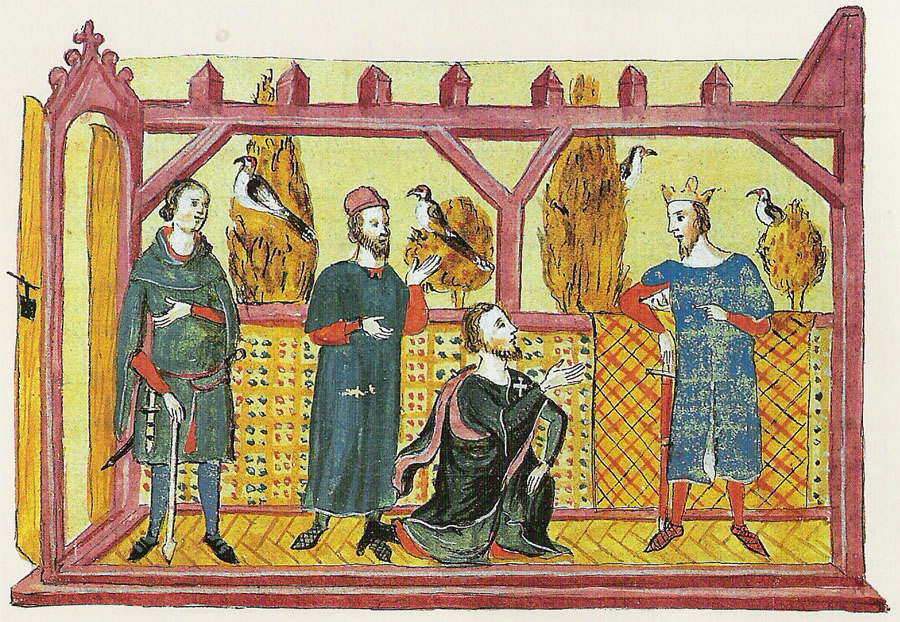
Un serviente, Blasco de Alagón y Hugo de Folcalquier (arrodillado) proponen la Conquista de Valencia al rey Jaime I de Aragón, en una miniatura del Llibre dels fets.

Hugo de Follalquer o Hugo de Folcalquier fue castellano de Amposta y maestre de la orden de San Juan del Hospital en la Corona de Aragón durante la primera mitad del siglo XIII (1230-44). Durante la conquista del reino de Valencia (1232-1245) participó en el asedio de Burriana, en 1233. Cuando el rey Jaime I fue abandonado por algunos caballeros y se encontraba en una situación complicada. Hugo de Follalquer facilitó los medios para superar esta situación desesperada. El rey Jaime I el correspondió al dar a la orden de San Juan del Hospital notables franquicias y donaciones, como el castillo de Cervera del Maestre, que incluía San Mateo, Xert, La Jana, Traiguera , San Jorge, San Rafael del Río, Canet lo Roig, Càlig, Rossell y Cervera del Maestre. Hugo de Follalquer y la orden de San Juan del Hospital participaron también en el asedio a la ciudad de Valencia (1238) y fueron recompensados con terrenos en el arrabal de la Xerea, donde construyeron la iglesia de San Juan de la Hospital.
En el año 1248, diez años después de la Conquista de Valencia, Jaime I ofreció a Hugo de Folcalquier las tierras donde se fundó Torrente.